# Chengmai
Chengmai (em chinês 琼山) é uma cidade da República Popular da China, localizada na província de Ainão. 